# Сапогів (заповідне урочище)
Заповідне урочище «Сапогів» (втрачене) було оголошене рішенням Івано-Франківського облвиконкому № 451 від 15.07.1996 року на землях села Сапогів.

## Характеристика
Площа – 48,4 га.

## Скасування
Станом на 1 січня 2016 року об'єкт не міститься в офіційних переліках територій та об'єктів природно-заповідного фонду, оприлюднених на Єдиному державному вебпорталі відкритих даних. Проте ні в Міністерстві екології та природних ресурсів України, ні у Департаменті екології та природних ресурсів Івано-Франківської обласної державної адміністрації відсутня інформація про те, коли і яким саме рішенням було скасовано даний об'єкт природно-заповідного фонду. Таким чином, причина та дата скасування на сьогодні не відома. Вся інформація про створення об'єкту взята із текстів зазначених у статті рішень обласної ради, що надані Державним управлянням екології та природних ресурсів Івано-Франківської області Всеукраїнській громадській організації «Національний екологічний центр України». Відповідно до листа Міністерства екології та природних ресурсів України № 9-04/18-16 від 11.01.2016 року «Щодо надання роз'яснення», з якого слідує, що вся інформація про установи природно-заповідного фонду є відкритою. 